# Pseuderos clypealis
Pseuderos clypealis är en skalbaggsart som beskrevs av Aurivillius 1907. Pseuderos clypealis ingår i släktet Pseuderos och familjen långhorningar. Inga underarter finns listade i Catalogue of Life.